# Бойчо Огнянов
Иван Кралича, по-известен с псевдонима Бойчо Огнянов, е главен герой на Иван Вазов в романа му „Под игото“. Огнянов е романтичен образ, олицетворение на революционния дух в България в навечерието на Априлското въстание.
Различни черти от характера на Огнянов са вдъхновени от видните български революционери Васил Левски и Стоян Заимов. При отпечатването на романа „Под игото“ (1894) за илюстриране на образа на Бойчо Огнянов Иван Вазов дава снимката на своя брат Михаил Вазов. В киното образа е пресъздаден от актьорите Мирослав Миндов (1952) и Андрей Слабаков (1990).
Романът „Под игото“ не обхваща цялата биография на персонажа. Споменато е, че е син на Манол Кралича, който е стар приятел на Марко Иванов. По неизвестни причини момчето е заточено в Диарбекир, от където бяга. Укрива се за малко в дома на Чорбаджи Марко – единствения човек, когото познава в Бяла черква. Неочакваната му поява внася смут в семейството на Бай Марко. Заточеникът избягва така изненадващо, както и пристига, след като на вратата на къщата на Марко пристига онбашията на града. Кралича се спуска по тъмните и омълчани улици на Бяла черква. Докато се разразява буря, заптиетата се опитват да хванат беглеца, но се докопват само до връхната му дреха. Мъжът се озовава извън града, където намира убежище от дъжда в една воденица. Там той става неволен свидетел как двама турски стражи се опитват да изнасилят невръстната дъщеря на воденичаря дядо Стоян. Кралича убива двамата похитители и с помощта на съдържателя на воденицата ги заравят. Дядо Стоян води странника при близкия манастир, за да се укрие в него.
Среща се с дякон Викентий, който го запознава със Соколов и те стават най-добри приятели. По-късно Огнянов се влюбва в Рада, а тя споделя същите чувства с него. За кратко време той става любимец на много от честните граждани на Бяла черква. По-късно е предаден от Кириак Стефчов на властите по няколко причини. Оттогава той е преследван от турците, където и да отиде.

## Други
На Бойчо Огнянов е наречена улица в квартал „Овча купел“ (Карта), а на Иван Кралича – в квартал „Бенковски“ (Карта) в София.